# Estudos Socialistas
O Estudos Socialistas (em inglês: Socialist Studies) é um partido político socialista no Reino Unido. É um partido revolucionário marxista contrário ao reformismo.